# Don Laz
Donald Robert Laz, detto Don (Chicago, 17 maggio 1929 – Champaign, 21 febbraio 1996), è stato un astista statunitense.

## Palmarès

### Olimpiadi
- Argento a Helsinki 1952 nel salto con l'asta.

### Giochi panamericani
- Bronzo a Città del Messico 1955 nel salto con l'asta.